# Thyreus niloticus
Thyreus niloticus är en biart som först beskrevs av Cockerell 1937.  Thyreus niloticus ingår i släktet Thyreus och familjen långtungebin. Inga underarter finns listade i Catalogue of Life.